# Duitsland op de Olympische Jeugdzomerspelen 2010
Duitsland nam deel aan de Olympische Jeugdzomerspelen 2010 in Singapore, de eerste editie van de Olympische Jeugdspelen.

## Medailleoverzicht
| Sport                                                                     | Olympiër                                                          | Discipline               | Medaille |
| ------------------------------------------------------------------------- | ----------------------------------------------------------------- | ------------------------ | -------- |
| Atletiek                                                                  | Shanice Craft                                                     | discuswerpen (v)         | Goud     |
| Atletiek                                                                  | Lena Malkus                                                       | verspringen (v)          | Goud     |
| Boksen                                                                    | Arthur Bril                                                       | vedergewicht (-57 kg)    | Goud     |
| Roeien                                                                    | Judith Sievers                                                    | skiff (v)                | Goud     |
| Judo                                                                      | Natalia Kubin                                                     | tot 78 kg (v)            | Zilver   |
| Kanovaren                                                                 | Dennis Soeter                                                     | C1 slalom (m)            | Zilver   |
| Kanovaren                                                                 | Tom Liebscher                                                     | K1 sprint (m)            | Zilver   |
| Roeien                                                                    | Felix Bach                                                        | skiff (m)                | Zilver   |
| Schermen                                                                  | Nikolaus Bodoczi                                                  | degen (m)                | Zilver   |
| Taekwondo                                                                 | Ibrahim Ahmadsei                                                  | boven 73 kg (m)          | Zilver   |
| Taekwondo                                                                 | Antonia Katheder                                                  | tot 63 kg (v)            | Zilver   |
| Zeilen                                                                    | Florian Haufe                                                     | dinghy (m)               | Zilver   |
| Zwemmen                                                                   | Dorte Baumert Lena Kalka Lina Rathsack Juliane Reinhold           | 4× 100 m vrij (v)        | Zilver   |
| Atletiek                                                                  | Patrick Domogala                                                  | 200 m (m)                | Brons    |
| Atletiek                                                                  | Dennis Lewke                                                      | kogelstoten (m)          | Brons    |
| Gymnastiek                                                                | Jana Berezko-Marggrander                                          | rsg meerkamp individueel | Brons    |
| Judo                                                                      | Marius Piepke                                                     | tot 100 kg (m)           | Brons    |
| Schermen                                                                  | Richard Hubers                                                    | sabel (m)                | Brons    |
| Schermen                                                                  | Anja Musch                                                        | sabel (v)                | Brons    |
| Zeilen                                                                    | Constanze Stolz                                                   | dinghy (v)               | Brons    |
| Zwemmen                                                                   | Chrisian Diener Melvin Herrmann Christian vom Lehn Kevin Leithold | 4× 100 m wissel (m)      | Brons    |
| Zwemmen                                                                   | Dorte Baumert Lena Kalka Lina Rathsack Juliane Reinhold           | 4× 100 m wissel (v)      | Brons    |
| Als lid van een gemengd landenteam (telt niet mee voor landen klassement) |                                                                   |                          |          |
| Judo                                                                      | Marius Piepke                                                     | gemengd team             | Zilver   |
| Schermen                                                                  | Nikolaus Bodoczi Richard Hubers Anja Musch                        | gemengd team             | Zilver   |
| Atletiek                                                                  | Sonja Mosler                                                      | wisselestafette (v)      | Brons    |

Afghanistan · Albanië · Algerije · Amerikaanse Maagdeneilanden · Amerikaans-Samoa · Andorra · Angola · Antigua en Barbuda · Argentinië · Armenië · Aruba · Australië · Azerbeidzjan · Bahama's · Bahrein · Bangladesh · Barbados · België · Belize · Benin · Bermuda · Bhutan · Bolivia · Bosnië en Herzegovina · Botswana · Brazilië · Britse Maagdeneilanden · Brunei · Bulgarije · Burkina Faso · Burundi · Cambodja · Canada · Centraal-Afrikaanse Republiek · Chili · China · Chinees Taipei · Colombia · Comoren · Congo-Brazzaville · Congo-Kinshasa · Cookeilanden · Costa Rica · Cuba · Cyprus · Denemarken · Djibouti · Dominica · Dominicaanse Republiek · Duitsland · Ecuador · Egypte · El Salvador · Equatoriaal-Guinea · Eritrea · Estland · Ethiopië · Fiji · Filipijnen · Finland · Frankrijk · Gabon · Gambia · Georgië · Ghana · Grenada · Griekenland · Groot-Brittannië · Guam · Guatemala · Guinee · Guinee‑Bissau · Guyana · Haïti · Honduras · Hongarije · Hongkong · Ierland · IJsland · India · Indonesië · Irak · Iran · Israël · Italië · Ivoorkust · Jamaica · Japan · Jemen · Jordanië · Kaaimaneilanden · Kaapverdië · Kameroen · Kazachstan · Kenia · Kirgizië · Kiribati · Koeweit · Kroatië · Laos · Lesotho · Letland · Libanon · Liberia · Libië · Liechtenstein · Litouwen · Luxemburg · Macedonië · Madagaskar · Malawi · Malediven · Maleisië · Mali · Malta · Marshalleilanden · Marokko · Mauritanië · Mauritius · Mexico · Micronesië · Moldavië · Monaco · Mongolië · Montenegro · Mozambique · Myanmar · Namibië · Nauru · Nederland · Nederlandse Antillen · Nepal · Nicaragua · Nieuw-Zeeland · Niger · Nigeria · Noord-Korea · Noorwegen · Oeganda · Oekraïne · Oezbekistan · Oman · Oostenrijk · Oost‑Timor · Pakistan · Palau · Palestina · Panama · Papoea-Nieuw-Guinea · Paraguay · Peru · Polen · Portugal · Puerto Rico · Qatar · Roemenië · Rusland · Rwanda · Saint Kitts en Nevis · Saint Lucia · Saint Vincent en Grenadines · Salomonseilanden · Samoa · San Marino · Sao Tomé en Principe · Saoedi-Arabië · Senegal · Servië · Seychellen · Sierra Leone · Singapore · Slovenië · Slowakije · Soedan · Somalië · Spanje · Sri Lanka · Suriname · Swaziland · Syrië · Tadzjikistan · Tanzania · Thailand · Togo · Tonga · Trinidad en Tobago · Tsjaad · Tsjechië · Tunesië · Turkije · Turkmenistan · Tuvalu · Uruguay · Vanuatu · Venezuela · Verenigde Arabische Emiraten · Verenigde Staten · Vietnam · Wit-Rusland · Zambia · Zimbabwe · Zuid-Afrika · Zuid-Korea · Zweden · Zwitserland